# Ófærufoss
Ófærufoss es una cascada situada en el cañón de Eldgjá, entre el Landmannalaugar y el Kirkjubæjarklaustur.
Hasta 1993, había un arco natural que la franqueaba. Pero se cayó a debido a la erosión, a movimientos telúricos y al deshielo de las aguas en invierno.